# 탄자니아의 국기

비율 2:3

대통령기

탄자니아의 국기는 1964년 6월 30일에 탕가니카와 잔지바르 두 나라의 국기를 조합하여 제정되었다. 녹색은 국토를, 검정은 국민을, 금색은 나라의 광물 자원을, 파랑은 수많은 강과 호수, 인도양을 의미한다.

## 색상
| 색상 | 초록                | 검정            | 파랑                | 노랑                 |
| ---- | ------------------- | --------------- | ------------------- | -------------------- |
| RGB  | 30–181–58 (#1EB53A) | 0–0–0 (#000000) | 0–163–221 (#00A3DD) | 252–209–22 (#FCD116) |

## 여러 가지 기

### 탕가니카

독일령 동아프리카의 기 (1891년 ~ 1919년)
독일령 동아프리카의 국기
독일령 동아프리카의 국기
영국령 탕가니카의 기 (1919년 ~ 1961년)
탕가니카의 국기 (1961년 ~ 1964년)

### 잔지바르

잔지바르 술탄국의 국기 (1856년 ~ 1896년)
영국령 잔지바르의 기 (1896년 ~ 1963년)
잔지바르 술탄국의 국기 (1963년 ~ 1964년)
잔지바르 인민공화국의 국기 (1964년 1월)
잔지바르 인민공화국의 국기 (1964년 1월 ~ 1964년 4월)
잔지바르 자치령의 기 (2005년 ~ )